# پاتریک دراحی
پاتریک دْراحی (عبری: פטריק דרהי‎؛ زادهٔ ۱۹۶۳ (۶۱–۶۲ سال)) کارآفرین و سرمایه‌دار فرانسوی اسرائیلی‌تبار است، که بنیانگذار شرکت آلتیس آمریکا می‌باشد.